# Songodin (Bassi)
Pour les articles homonymes, voir Songodin.
Songodin est une localité située dans le département de Bassi de la province du Zondoma dans la région Nord au Burkina Faso.

## Économie
L'économie du village est en grande partie basée sur la culture du sorgho.

## Santé et éducation
Le centre de soins le plus proche de Songodin est le centre de santé et de promotion sociale (CSPS) de Bassi tandis que le centre médical se trouve à Gourcy.